# Laurentius Blümentrost
Laurentius Blümentrost (Лаврентий Лаврентьевич Блюментрост), né le 29 octobre (8 novembre) 1692 à Moscou et mort le 27 mars (7 avril) 1755 à Saint-Pétersbourg, est le premier président de l'Académie des sciences et des arts, aujourd'hui Académie des sciences de Russie, qu'il dirigea du 7 décembre 1725 au 6 juin 1733.

## Biographie
Son père est un médecin saxon qui fut invité à s'installer à la cour de Russie en 1668. Laurentius Blümentrost reçoit sa première éducation à demeure où il apprend le latin et le grec, puis il étudie auprès du professeur Johann Werner Paus (1670-1735) qui dirigeait alors l'école du pasteur Glück. Il parle et écrit couramment l'allemand, le russe, le latin, le grec et le français. Le jeune Blümentrost est tellement doué qu'à quinze ans il commence déjà à suivre des cours de médecine à Halle et à Oxford. Ensuite il étudie à l'université de Leyde auprès de Boerhaave. Sa thèse, défendue en 1713, est intitulée De secretione animali.
Il reçoit le titre de docteur en médecine en 1714.
À son retour en Russie, il est nommé médecin à la cour, auprès de la sœur de Pierre le Grand, Nathalie Alexeïevna (1673-1716), mais il est de nouveau envoyé à l'étranger pour approfondir ses connaissances. Il étudie ainsi l'anatomie auprès de Duvernois à Paris, puis se rend à Amsterdam. Lorsqu'il rentre en Russie, il est envoyé dans le gouvernement d'Olonets pour mener des analyses chimiques et étudier les vertus thérapeutiques des eaux de Marcial découvertes en 1714. Pierre le Grand s'y intéresse vivement et fait ensuite plusieurs cures avec sa famille à l'établissement thermal qui y est fondé. Lorsque le médecin personnel de l'empereur, Robert Erskine, meurt en 1719, Blümentrost est nommé à sa place qui comprend aussi la responsabilité de la Kunstkamera et de la Bibliothèque impériale. Il prend Johann Daniel Schumacher pour l'assister.
Le philosophe Christian Wolff écrit le 11 janvier 1721 à Blümentrost que « Sa Majesté Impériale a l'intention de fonder une Académie des sciences et un autre établissement où des personnalités savantes pourraient étudier les sciences indispensables et où l'on pourrait également développer les beaux arts et les arts mécaniques. »
C'est le 22 janvier 1724 que l'Académie est fondée. La construction de l'édifice commence aussitôt. Blümentrost et Schumacher invitent des savants étrangers, grâce à l'entremise de Wolf, comme Daniel Bernoulli et son frère Nicolas, Jakob Hermann, Georg Bernhard Bilfinger, Christian Goldbach, etc. Après la mort de Pierre le Grand, l'impératrice Catherine Ire met l'Académie sous sa protection. La première séance de l'Académie se tient le 12 novembre 1724. Blümentrost est nommé président de l'Académie, le 25 novembre suivant.
Après la mort de Catherine, Blümentrost part pour Moscou avec la cour et laisse l'Académie aux mains de son secrétaire Schumacher. Il lui donne presque tout pouvoir en 1728, assisté de trois académiciens qui se succèdent à tour de rôle tous les quatre mois. Nombre d'académiciens regrettent la période Blümentrost et se plaignent du « despotisme » de Schumacher. Ainsi Bernoulli et Bilfinger quittent l'Académie. Après la mort de Pierre II, Blümentrost retourne à Saint-Pétersbourg, mais il n'a plus d'influence et ne se rend que rarement à l'Académie. La duchesse de Mecklembourg (1691-1733), nièce de Pierre le Grand, et fille d'Ivan V, dont il est le médecin personnel, meurt en juin 1733. Des voix accusent Blümentrost de l'avoir mal soignée à la suite de quoi il est renvoyé de Saint-Pétersbourg et de ses charges officielles. Il s'installe donc à Moscou où il pratique en privé la médecine, puis à l'hôpital militaire à partir de 1738.
Son retour en grâce à la cour intervient après la montée au trône d'Élisabeth qui lui rend son titre de conseiller d'État effectif. 
Il meurt d'un hydrothorax en 1755. Il est enterré auprès de son frère à Saint-Pétersbourg, près de l'église Saint-Samson.